# Operation Sizilien
Operation Sizilien, også kendt som Operation Zitronella, var et tysk angreb mod allierede mål på Svalbard i Norge.
Hele Svalbards befolkning blev evakueret i august 1941, og en garnison på 152 mand fra Norge, Canada og Storbritannien blev stationeret i Barentsburg. Garnisonen blev oprettet i forbindelse med Operation Gauntlet, som havde til mål at opføre en vejrstation og ødelægge vigtige installationer og miner. Hensigten var at gøre Svalbard mindre attraktiv for en eventuel tysk besættelse.
78°54′N 18°01′Ø / 78.9°N 18.02°Ø